# Teoria critică

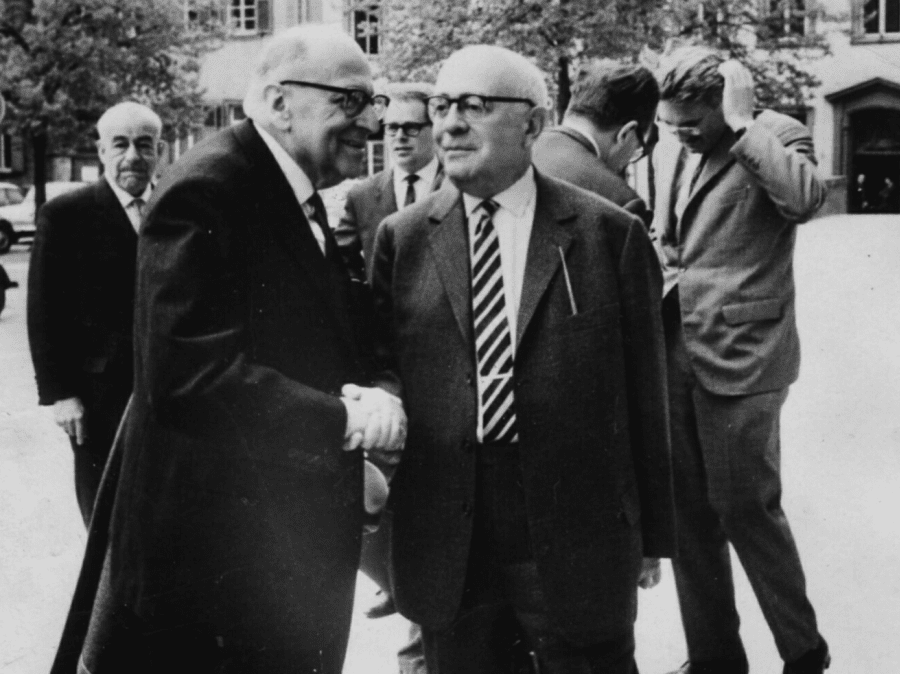
Max Horkheimer (în față stânga), Theodor Adorno (în față dreapta) și Jürgen Habermas (în fundal dreapta) în anul 1965 în Heidelberg

Teoria critică este o teorie a societății inspirată din ideile lui Georg Wilhelm Friedrich Hegel, Karl Marx și Sigmund Freud, ai cărei reprezentanți pot fi incluși sub titlul Școala de la Frankfurt. Obiectul de cercetare al acestei teorii este analiza critică a societății burghezo-capitalistă, adică: descoperirea mecanismelor sale de dominație și aducerea la lumină a ideologiilor acestei societăți, cu scopul de a arăta o alternativă a unei societăți raționale în care cetățenii sunt capabili de autodeterminare. Teoria critică este o abordare a științelor umaniste și a filosofiei sociale care se concentrează pe societate și cultură, pentru a încerca să dezvăluie, să critice și să provoace structurile sociale și politice de putere.
Apariția teoriei critice este legată de Școala de la Frankfurt, care a analizat modul de educare a indivizilor în așa fel încât aceștia să accepte fără discuție o ordine socială, oricare ar fi aceasta, bazată pe ideologie și pe autoritate. În viziunea modernă a teoriei critice, nicio ideologie nu poate să explice realitatea complexă socio-culturală, așa încât orice ideologie trebuie văzută în contextul istoric care a creat-o, și într-o stare de flux, de schimbare continuă.  
De exemplu, in pedagogie, o abordare in sensul unei teorii critice a unui subiect cere implicarea studentilor sau a elevilor in discutie si prezentare, rolul lor fiind acela de a ridica probleme, pe care niciunul dintre participanti nu este necesar sa le rezolve pe loc. Aceasta abordare se opune abordarii traditionale in care metoda de educatie era pe modelul "ipse dixit" adica o argumentare pe baza faptului ca o alta autoritate ar fi zis acelasi lucru si deci este adevarat. O abordare critica, in special in predarea problemelor istorice, stimuleaza studentii sa isi dezvolte propria lor opinie legata de faptele istorice, si deci face mai dificila aparitia figurilor autoritare care adesea doresc sa rescrie istoria si sa pastreze doar versiunea care corespunde ideologiei lor.  
O atitudine critica promovata de teoria critica inlatura avantajul unei autoritati si pune accentul pe avantajul unui bun argument. Faptele trebuie prezentate in afara unei ideologii pentru a corespunde cu teoria critica, stimuland studentii si elevii sa isi puna intrebari si in special sa ridice noi probleme.  
Istoria teoriei critice trebuie detasata de ideologia comunista, pe care, in forma ei autoritara, insasi teoria critica o critica si ii demonstreaza nocivitatea. Teoria critica este bazata in mica masura pe ideologia marxista, si in mai mare masura pe filozofia lui Hegel. Diferenta majora intre cei doi consta in faptul ca tripletul teza-anti-teza-sinteza utilizat in argumentatia Hegeliana nu aduce cu sine un "sfarsit al istoriei" cum credea Marx, care vedea in comunism idealul care poate fi atins si dincolo de care nu mai trebuie nimic imbunatatit. Dimpotriva, Hegel nu considera ca exista un sfarsit al istoriei ci o permanenta analiza si re-analiza care duce la noi si noi realizari si intelegeri tot mai adaptate timpului in care se face analiza. Teoria critica asadar nu trebuie vazuta ca fiind legata de ideologia marxista sau de comunism, pe care ea insasi le critica drept autoritariene si non-critice.   

## Membri marcanți
- Theodor W. Adorno
- Walter Benjamin
- Erich Fromm
- Jürgen Habermas
- Axel Honneth
- Max Horkheimer
- Siegfried Kracauer
- Otto Kirchheimer
- Leo Löwenthal
- Herbert Marcuse
- Oskar Negt
- Franz L. Neumann
- Franz Oppenheimer
- Friedrich Pollock
- Alfred Schmidt
- Alfred Sohn-Rethel
- Karl A. Wittfogel